# Jelly Belly Cycling/Saison 2012
Dieser Artikel listet Erfolge und Fahrer des Radsportteams Jelly Belly Cycling in der Saison 2012 auf.

## Erfolge in der UCI America Tour
| Datum   | Rennen                                           | Kat. | Fahrer     |
| ------- | ------------------------------------------------ | ---- | ---------- |
| 27. Mai | Mexikanische Meisterschaft – Straßenrennen (U23) | CN   | Luis Lemus |

## Platzierungen in UCI-Ranglisten
| UCI Continental Circuit | Platz |
| ----------------------- | ----- |
| UCI America Tour 2012   | 26    |
| UCI Asia Tour 2012      | 37    |

## Zugänge – Abgänge
| Zugänge                        | Team 2011                    | Abgänge           | Team 2012                           |
| ------------------------------ | ---------------------------- | ----------------- | ----------------------------------- |
| Scott Stewart                  | Team Type 1-Sanofi           | Carson Miller     | Jamis-Sutter Home                   |
| Ricardo van der Velde          | Donckers Koffie-Jelly Belly  | Ken Hanson        | Team Optum-Kelly Benefit Strategies |
| Menso De Jong                  | Wonderful Pistachios Cycling | Alastair Loutit   | GPM Wilson Racing                   |
| Luis Lemus                     | Neoprofi                     | Cameron Cogburn   | Unbekannt                           |
| Christian Kriek (ab 13. April) | Neoprofi                     | William Dickeson  | Unbekannt                           |
|                                |                              | Bernard Van Ulden | Unbekannt                           |

## Mannschaft
| Name                  | Geburtstag        | Nationalität       |
| --------------------- | ----------------- | ------------------ |
| Menso De Jong         | 27. Januar 1989   | Vereinigte Staaten |
| Alex Hagman           | 16. Dezember 1983 | Vereinigte Staaten |
| Nic Hamilton          | 10. Oktober 1986  | Kanada             |
| Sergio Hernandez      | 8. Januar 1985    | Vereinigte Staaten |
| Brad Huff             | 5. Februar 1979   | Vereinigte Staaten |
| Christian Kriek       | 19. Juni 1989     | Südafrika          |
| Luis Lemus            | 21. April 1992    | Mexiko             |
| Sean Mazich           | 11. Mai 1986      | Vereinigte Staaten |
| Emerson Oronte        | 29. Januar 1990   | Vereinigte Staaten |
| Jeremy Powers         | 29. Juni 1983     | Vereinigte Staaten |
| Scott Stewart         | 2. Februar 1987   | Vereinigte Staaten |
| Ricardo van der Velde | 19. Februar 1987  | Niederlande        |